# Магазин, Роберт Карлович
Роберт Карлович Магазин (15 декабря 1926, Собинский район — 14 февраля 2014) — советский хозяйственный, государственный и политический деятель.

## Биография
Родился в 1926 году в деревне Хрястово. Член КПСС.
С 1946 года — на хозяйственной, общественной и политической работе. В 1946—1996 гг. — станочник, мастер цеха, инженер цеха, начальник цеха, заместитель генерального директора по экономике и финансам на заводе «Автоприбор», председатель Владимирского горисполкома (1963—1979), ответственный работник Владимирского областного газового управления, директор фабрики напольных покрытий в Казани.
Почётный гражданин города Владимир (1997).
Умер в Казани в 2014 году.